# 66667 Kambič
66667 Kambič è un asteroide della fascia principale. Scoperto nel 1999, presenta un'orbita caratterizzata da un semiasse maggiore pari a 2,2291185 UA e da un'eccentricità di 0,1694993, inclinata di 3,52400° rispetto all'eclittica.
L'asteroide è dedicato all'editore sloveno Bojan Kambič.